# Lándzsahalak

A Branchiostoma lanceolatum anatómiája. 1. agyszerű képződmény; 2. gerinchúr; 3. hátoldali idegcső; 4. farki úszószegély; 5. végbélnyílás; 6. emésztőcsatorna; 7. vérérrendszer; 8. porus abdominalis; 9. kopoltyúbél feletti üreg; 10. kopoltyúnyílás; 11. kopoltyúbél; 12. szájüreg; 13. szájnyílás körüli tapogatókoszorú; 14. szájnyílás; 15. nemi szervek; 16. fényérzékelő szerv; 17. idegek; 18. hasi görbület; 19. májszerű zsákocska.

A lándzsahalak (Amphioxiformes) a gerinchúrosok (Chordata) törzsébe tartozó fejgerinchúrosok (Cephalochordata) egy rendje, ide tartoznak az altörzs egyedüli ma is élő képviselői. A fejgerinchúrosok egyetlen osztályának, a csőszívűek (Leptocardii) osztályának egyetlen rendje.

## Anatómia és fiziológia
Az üvegszerű lándzsahalak hosszúsága eléri a 7 cm-t, a homokba beásva élnek. Táplálékukat a száj körül elhelyezkedő érzékelőbimbókkal ellátott tapogatókoszorúval sodorják be szájukba.
A lándzsahalak átmenetnek tekinthetők az előgerinchúrosok (Tunicata) és a gerincesek (Vertebrata) között. Jellemző rájuk a tagolatlan gerinchúr (chorda dorsalis), valamint a fejrész teljes hiánya. A dorzális idegcsőnek agyvelőszerű duzzanata van. A szív szerepét pulzáló hosszanti cső tölti be (innen az osztály csőszívűek elnevezése), viszont a keringési rendszer hasonló a gerincesekéhez (dorzális aorta, hasi helyzetű szív). Az előbél kopoltyúkosárrá alakult, a kopoltyú körüli üreg (atrium) a többi gerinchúrossal közös tulajdonság. Az érzékszervek felépítése a lehető legegyszerűbb. Egyensúlyi szervük kezdetleges, a szemkezdemény azonban csupán pigmentfelhalmozódásból áll, amely a bőrhöz hasonlóan csak a világosra és sötétre reagál. A farokúszó alsó részét, a valódi halakhoz hasonlóan bőrredő burkolja, páros végtagjaik nincsenek. Farokúszójukban nincs úszósugár, ami pleziomorf (primitív) jelleg. Váltivarúak.

## Rendszerezés
- Asymmetronidae
  - Asymmetron
    - Asymmetron lucayanum
    - Asymmetron maldivense

  - Epigonichtys Peters, 1877
    - Epigonichthys australis (Raff, 1912)
    - Epigonichthys bassanus (Günther, 1884)
    - Epigonichthys cingalensis (Kirkaldy, 1894)
    - Epigonichtys cultellus (Peters, 1877)
    - Epigonichthys hectori (Benham, 1901)
    - Epignichtys lucayanus (Andrews, 1893)
    - Epigonichthys maldivensis (Foster Cooper, 1903)

- Branchiostomidae Bonaparte, 1841
  - Branchiostoma (Costa, 1834)
    - Branchiostoma africae (Hubbs & Monod, 1927)
    - Branchiostoma arabiae (Webb, 1957)
    - Branchiostoma belcheri (Gray, 1847)
    - Branchiostoma bennetti (Boschung & Gunther, 1966)
    - Branchiostoma bermudae (Hubbs, 1922)
    - Branchiostoma californiense (Andrews, 1893)
    - Branchiostoma capense (Gilchrist, 1902)
    - Branchiostoma caribaeum (Sundevall, 1853)
    - Branchiostoma elongatum (Sundevall, 1852)
    - Branchiostoma floridae (Hubbs, 1922)
    - Branchiostoma gambiense (Webb, 1958)
    - közönséges lándzsahal (Branchiostoma lanceolatum, korábban Amphioxus lanceolatus) (Pallas, 1774)
    - Branchiostoma leonense (Webb, 1956)
    - Branchiostoma longirostrum (Boschung, 1983)
    - Branchiostoma malayanum (Webb, 1956)
    - Branchiostoma moretonensis (Kelly, 1966)
    - Branchiostoma nigeriense (Webb, 1955)
    - Branchiostoma indicum (Willey, 1901)
    - Branchiostoma platae (Hubbs, 1922)
    - Branchiostoma senegalense (Webb, 1955)
    - Branchiostoma tattersalli (Hubbs, 1922)
    - Branchiostoma virginiae (Hubbs, 1922)